# Словик (Ченстоховський повіт)
Словик (пол. Słowik) — село в Польщі, у гміні Почесна Ченстоховського повіту Сілезького воєводства.
Населення — 897 осіб (2011).
У 1975—1998 роках село належало до Ченстоховського воєводства.

## Демографія
Демографічна структура станом на 31 березня 2011 року:
|          | Загалом | Допрацездатний вік | Працездатний вік | Постпрацездатний вік |
| -------- | ------- | ------------------ | ---------------- | -------------------- |
| Чоловіки | 443     | 92                 | 299              | 52                   |
| Жінки    | 454     | 79                 | 258              | 117                  |
| Разом    | 897     | 171                | 557              | 169                  |